# Кунстхаус (Апольда)
Кунстхаус Апольды (нем. Kunsthaus Apolda Avantgarde) — художественный музей в тюрингском городе Апольда, основанный объединением «Apolda Avantgarde» 12 июня 1995 года. Расположен на вилле, построенной в стиле итальянского загородного дома по заказу предпринимателя Роберта Франка в 1871—1872 годах. Сегодня в здании, являющемся памятником архитектуры, проходят выставки, посвящённые как довоенному, так и послевоенному авангарду, а также — современному искусству.

## История и описание
В период с 1871 по 1872 год в тюрингском городе Апольда была построена двухэтажная вилла в стиле итальянского загородного дома — по заказу предпринимателя Роберта Франка, являвшегося совладельцем фабрики по производству шерстяных изделий «Spoer und Francke»; разрешение на строительство было получено 19 марта 1871. В течение последующих почти трёх десятилетий данная вилла принадлежала семье Шпёр, тесно связанной с компанией «Christian Zimmermann & Sohn»; затем здание неоднократно меняло владельцев, а с 1933 года было частично сдано в аренду. Между 1952 и 1994 годами на бывшей вилле размещались различные учреждения местной администрации, включая таможню и пробирную палату.
В мае 1961 года земля и вилла были приобретены окружным советом у наследников семьи Шпёр; в здании прошёл ремонт, включавший создание зала заседаний площадью около 80 м², в результате которого были потеряны некоторые ценные детали интерьера. По состоянию на 1992 год, в ней проходили выставки, организованные местной администрацией — переехавшей в более просторное новое помещение — в сотрудничестве с недавно основанным художественным объединением «Kunstverein „Apolda Avantgarde“». В итоге 11 января 1995 года районный совет принял решение о переоборудовании здания в место для проведения художественных мероприятий города и округа; здание было отремонтировано и с тех пор является резиденцией художественного союза (на правах долгосрочной аренды). Кроме того, само здание виллы была внесено в список памятников архитектуры города.
Первая крупная выставка, посвященная творчеству художников-импрессионистов Макса Либермана и Ловиса Коринта, состоялась 18 июня 1995 года; она привлекла внимание жителей региона, её посетили 8000 человек. Последовавшую за этим выставка Сальвадора Дали, первую в регионе, привлекли уже более 16 000 зрителей. В 2005 году выставки с работами художника Аристида Майоля и модельера Карла Лагерфельда получили высокую оценку критиков; в 2006 году были выставлены работы Пабло Пикассо и Камиллы Клодель. В кунстхаусе также регулярно проводятся художественные лекции, аукционы произведений искусства и вернисажи.
В XXI веке в Апольде прошли и выставки современного искусства: так в 2017 году публике были представлены работы баварского автора Георга Хилбургера (род. 1981). В музее есть и постоянная коллекция — включая собрание «Sammlung Bunte — Positionen der klassischen Moderne». С 2011 года галереей управляет Клаус-Дитер Бём (род. 1951).

### Kunstverein
Художественное общество «Kunstverein Apolda Avantgarde e.V.» было официально основано 22 февраля 1994 года — его первым помещение стала подземная парковка местного отеля «Hotel am Schloss». По состоянию на 2019 год, оно начитывало более 100 членов; в 2001 году организация получила премию земли Тюрингия «Thüringer Kulturpreis».